# Dorcadion cachinno
Dorcadion cachinno är en skalbaggsart som beskrevs av Thomson 1867. Dorcadion cachinno ingår i släktet Dorcadion och familjen långhorningar. Inga underarter finns listade i Catalogue of Life.